# Svartmaskad myrtrast
Svartmaskad myrtrast (Formicarius analis) är en fågel i familjen myrtrastar inom ordningen tättingar.

## Utbredning och systematik
Svartmaskad myrtrast delas in i elva underarter:
- Formicarius analis umbrosus – förekommer i karibiska sluttningen i Honduras till västra Panama
- Formicarius analis hoffmanni – förekommer i lågländer från sydvästra Costa Rica till västra Panama (västra Chiriquí)
- Formicarius analis panamensis – förekommer i östra Panama (Coclé och Darién) och närliggande nordvästra Colombia
- Formicarius analis virescens – förekommer i Sierra Nevada de Santa Martas västra bas (nordöstra Colombia)
- Formicarius analis griseoventris – förekommer i berg i norra Colombia och nordvästra Venezuela i västra Maracaibobassängen
- Formicarius analis saturatus – förekommer från norra Colombia till nordvästra Venezuela, Trinidad
- Formicarius analis connectens – förekommer i östra Colombia öster om Anderna
- Formicarius analis crissalis – förekommer från östligaste Venezuela till Guyanaregionen och angränsande nordöstra Brasilien
- Formicarius analis zamorae – förekommer från östra Ecuador till nordöstra Peru och västra Brasilien (norr om Solimões)
- Formicarius analis analis – förekommer från Amazonas i Peru söder om Amazonfloden till västra Brasilien och norra Bolivia
- Formicarius analis paraensis – förekommer i östra Brasilien (Rio Tapajós till Rio Belém och västra Maranhão)

Mayamyrtrast (F. moniliger) behandlades tidigare som underart till svartmaskad myrtrast.

## Status och hot
Arten har ett stort utbredningsområde, men tros minska i antal, dock inte tillräckligt kraftigt för att den ska betraktas som hotad. Internationella naturvårdsunionen IUCN listar arten som livskraftig (LC).
- Sång